# Спироплазма
Спироплазма:28 (лат. Spiroplasma) — род бактерий из порядка Entomoplasmatales класса Mollicutes, единственный в семействе Spiroplasmataceae.

## Описание
Мелкие бактерии без клеточных стенок. Для спироплазм, так же как и для других представителей этого класса, характерны простой метаболизм, паразитический образ жизни, морфология колоний по типу «яичницы-глазуньи» и небольшой геном, однако, они имеют характерную спиральную морфологию, в отличие от рода Микоплазма. Большинство спироплазм обнаруживаются в кишечнике и гемолимфе насекомых или в флоэме растений. Спироплазмы требовательны к питательной среде. Как правило, они хорошо растут при 30 °C, но не при 37 °С. Некоторые виды, в частности Spiroplasma mirium, хорошо растут при 37 °С (температура человеческого тела) и могут вызвать катаракту и неврологические нарушения у новорождённых мышей. Наиболее изученными видами спироплазм являются Spiroplasma citri, возбудитель  (англ. Citrus stubborn disease), и Spiroplasma kunkelii, возбудитель заболевания задержки роста кукурузы (англ. Corn stunt disease).

## Патогенность для человека
Существуют некоторые спорные доводы о роли спироплазм в этиологии трансмиссивных губчатых энцефалопатий (ТГЭ), в основном освещённые в работе Dr. Bastian, приведённые ниже. Другие исследователи не смогли повторить эту работу, в то время как прионовая модель (ТГЭ) получила широкое признание. В 2006 году были представлены результаты исследования, опровергающие роль спироплазм в животной модели скрейпи (хомячки). Dr. Bastian и соавторы (2007) ответили на это высказывание тем, что спироплазма, выделенная из заражённой скрейпи ткани, выращенная в свободной от клеток культуре, продемонстрировала свою инфекционность у жвачных.

## Симбиоз с насекомыми
Многие штаммы спироплазм являются эндосимбионтами дрозофил и имеют различные механизмы влияния на хозяина, аналогичные вольбахиям. В настоящее время вид спироплазма привлекает внимание к защитному эффекту против паразитических нематод у Drosophila neotestacea в качестве модели эволюции путём симбиоза. Спироплазмы восстанавливают фертильность мух, зараженных нематодами, которые в противном случае вызывают стерильность самок. В этом исследовании выделяется растущая тенденция рассматривать наследственные симбионты как важные движущие силы в моделях эволюции. Спироплазмы встречаются у многих насекомых и членистоногих, включая бабочек данаида хризипп. При заражении мужское потомство убивается спироплазмой, что приводит к последствиям для популяционной генетики и, следовательно, видообразования.